# Surabaya
Surabaya es una metrópoli e importante puerto de Indonesia, situada en la costa norte de la isla de Java, sobre la boca del río Mas y a un lado del estrecho de Madura. Capital de la provincia de Java Oriental, cuenta con 3.520.874 habitantes, siendo la segunda metrópoli más poblada del país.

## Etimología
Surabaya, proviene del javanés "sura ing baya", que significa "enfrentando valientemente al peligro"; lo cual viene de dos palabras en idioma sánscrito "sura", haciendo referencia a "Asura" (de las creencias hinduistas y budistas, y "bhaya", que hace referencia a "miedo" o "peligro". Este nombre de la ciudad alude a Jayabaya, un rey psíquico del Reino de Kediri, cuyo nombre significa "conquistando el miedo o los peligros" derivado de las palabras sánscritas "Jaya" o"Vijaya" (victoria o conquistador) y "bhaya" (miedo o peligro). Jayabaya observó una pelea entre un tiburón blanco gigante y un cocodrilo blanco gigante en el área. El evento es a veces interpretado como un presagio de la invasión mongola de Java, un gran conflicto entre las fuerzas de Kublai Khan, gobernante mongol de China, y las de Raden Wijaya del Imperio mayapajit el 31 de mayo de 1293, fecha que ahora es considerada la de la fundación de la ciudad. Los dos animales ahora son usados como símbolo de la ciudad, donde se los muestra enfrentándose y rodeándose entre sí.

## Historia

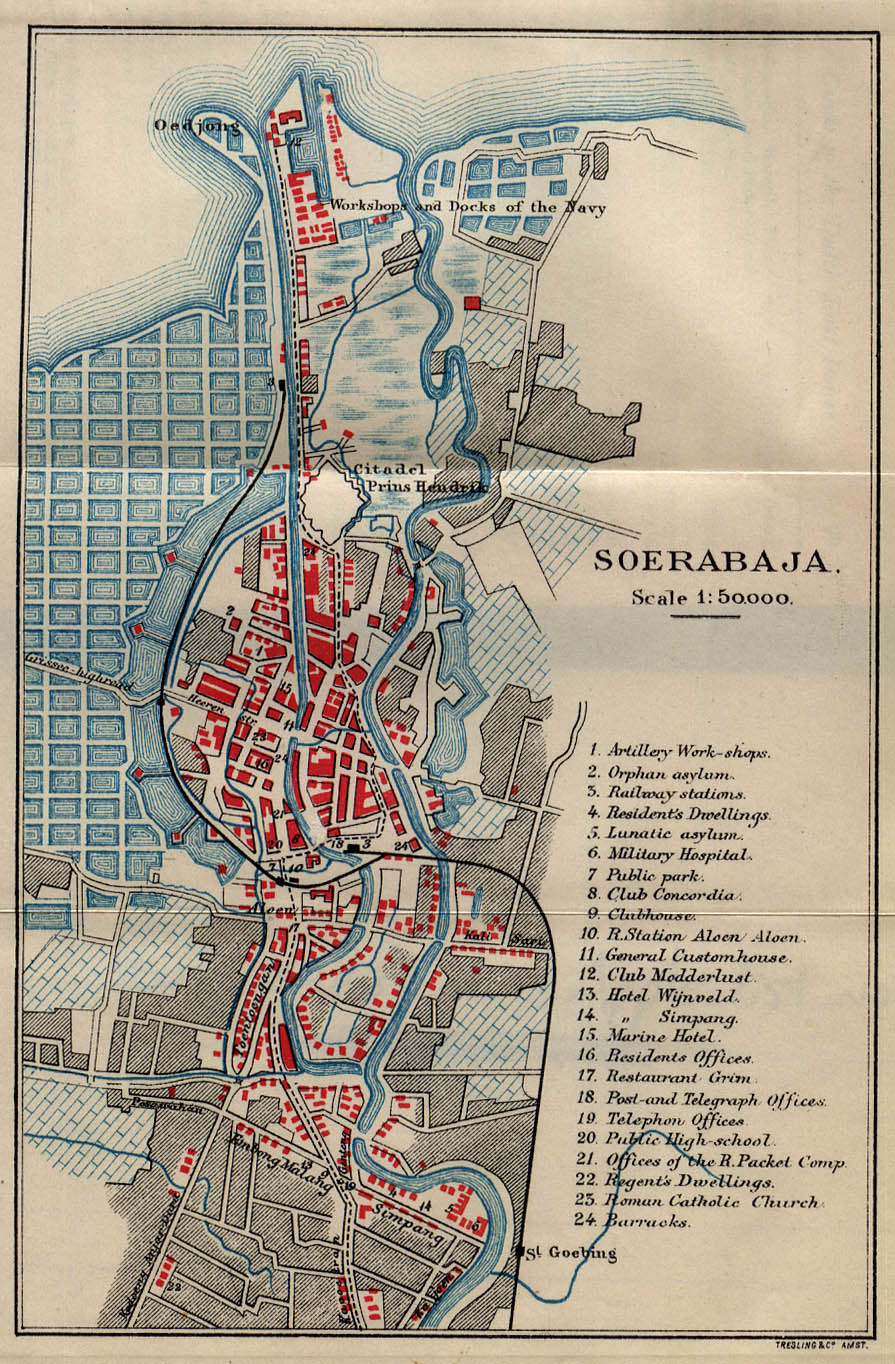
Mapa de Surabaya procedente de una guía de viajes inglesa de 1897.

A lo largo del siglo XV y XVI, Surabaya fue un sultanato y una importante potencia política y militar al este de Java.  En 1625 Surabaya fue capturada por el sultán Agung, tras haber entrado en conflicto con el sultanato de Mataram tras una campaña feroz, en la cual Mataram tuvo que conquistar a los aliados de Surabaya: Sukadana y Madura, para así después asediar Surabaya antes de capturarla.  Tras esta conquista, Mataram controló Java en su totalidad con excepción del sultanato de Banten y el asentamiento neerlandés de Batavia.
En noviembre de 1743 la creciente Compañía Holandesa de las Indias Orientales arrebata la ciudad al debilitado sultanato de Mataram. Bajo el gobierno colonial neerlandés, Surabaya se convertiría en un centro de comercio a gran escala, albergando además la mayor base naval de las Indias Orientales Neerlandesas.
En 1917, el Partido Comunista de Indonesia encabezó unas revueltas entre los soldados y marineros de Surabaya. Después de que fuese aplastada, los insurgentes recibieron durísimas condenas.
En 1942, durante la Segunda Guerra Mundial, Surabaya fue ocupada por las tropas del Imperio japonés hasta que los aliados la bombardeasen en 1944, momento en que los nacionalistas indonesios tomaron la ciudad. La joven nación entró pronto en guerra con los neerlandeses, que trataron de recuperar su antigua colonia, y que contaban con el apoyo de los Aliados.

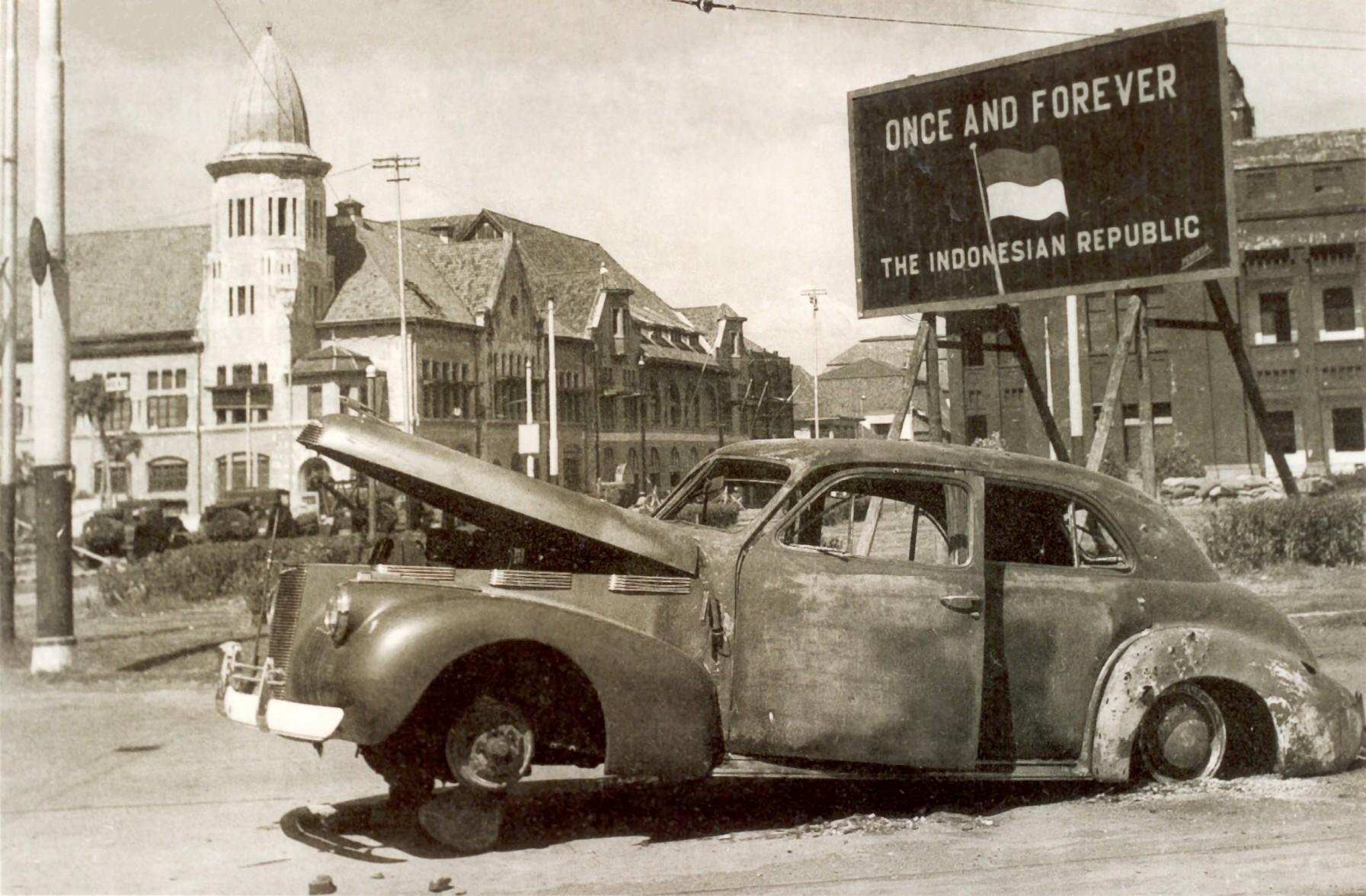
El coche incendiado del brigadier Mallaby en el lugar donde fue asesinado por soldados indonesios independentistas durante la batalla de Surabaya el 31 de octubre de 1945.

La batalla de Surabaya sería una de las más importantes en la Revolución indonesia. Comenzó después del homicidio de un británico, el brigadier general Mallaby, acontecido el 30 de octubre de 1945 cerca de Jembatan Merah ("puente rojo"). Los Aliados dieron un ultimátum a los soldados nacionalistas que ocupaban la ciudad. En él exigían la rendición, siendo rehusado por los indonesios. La batalla tendría lugar el 10 de noviembre, resultando en una costosa victoria de las fuerzas neerlandesas y británicas. Tan costosa que atraería la atención internacional, cuya presión conseguiría finalmente, en el mes de diciembre de 1949, que los neerlandeses cedieran la soberanía de Indonesia. En la actualidad, el 10 de noviembre, fecha de esta batalla, se celebra el Hari Pahlawan ("Día de los héroes"). Hay una famosa canción de Kurt Weill con letra de Bertolt Brecht sobre esta ciudad; se llama "Surabaya Johnny".
Después de la era de la independencia, el crecimiento demográfico y la rápida urbanización obligaron a Surabaya a desarrollarse hacia el este y el oeste como lo es hoy. El aumento de vehículos, el crecimiento de nuevas industrias y la proliferación de viviendas llevada a cabo por empresas inmobiliarias que ocupan las afueras de la ciudad han provocado atascos no sólo en el centro de la ciudad sino también frecuentemente en los suburbios. Surabaya pasó de ser una ciudad relativamente pobre a finales del siglo XIX a una metrópoli a finales del siglo XX y se convirtió en una de las áreas metropolitanas de más rápido crecimiento en el sudeste asiático. Surabaya también logró convertirse en una de las ciudades metropolitanas más organizadas de Indonesia y con el aire más limpio.
El 13 de mayo de 2018, tres iglesias en Surabaya y un complejo de apartamentos en la vecina regencia de Sidoarjo fueron bombardeados en una serie de ataques terroristas iniciados por Jamaah Ansharut Daulah, la rama del Estado Islámico en el sudeste asiático, seguidos de un bombardeo en la sede del Departamento de Policía de Surabaya. día siguiente. Murieron 28 personas, incluidos los agresores. 57 personas resultaron heridas; varios de los cuales se encontraban en estado crítico.
En la actualidad es muy visitada por los turistas que quieren subir al Monte Bromo, uno de los volcanes activos de Indonesia.

## Geografía

### Topografía

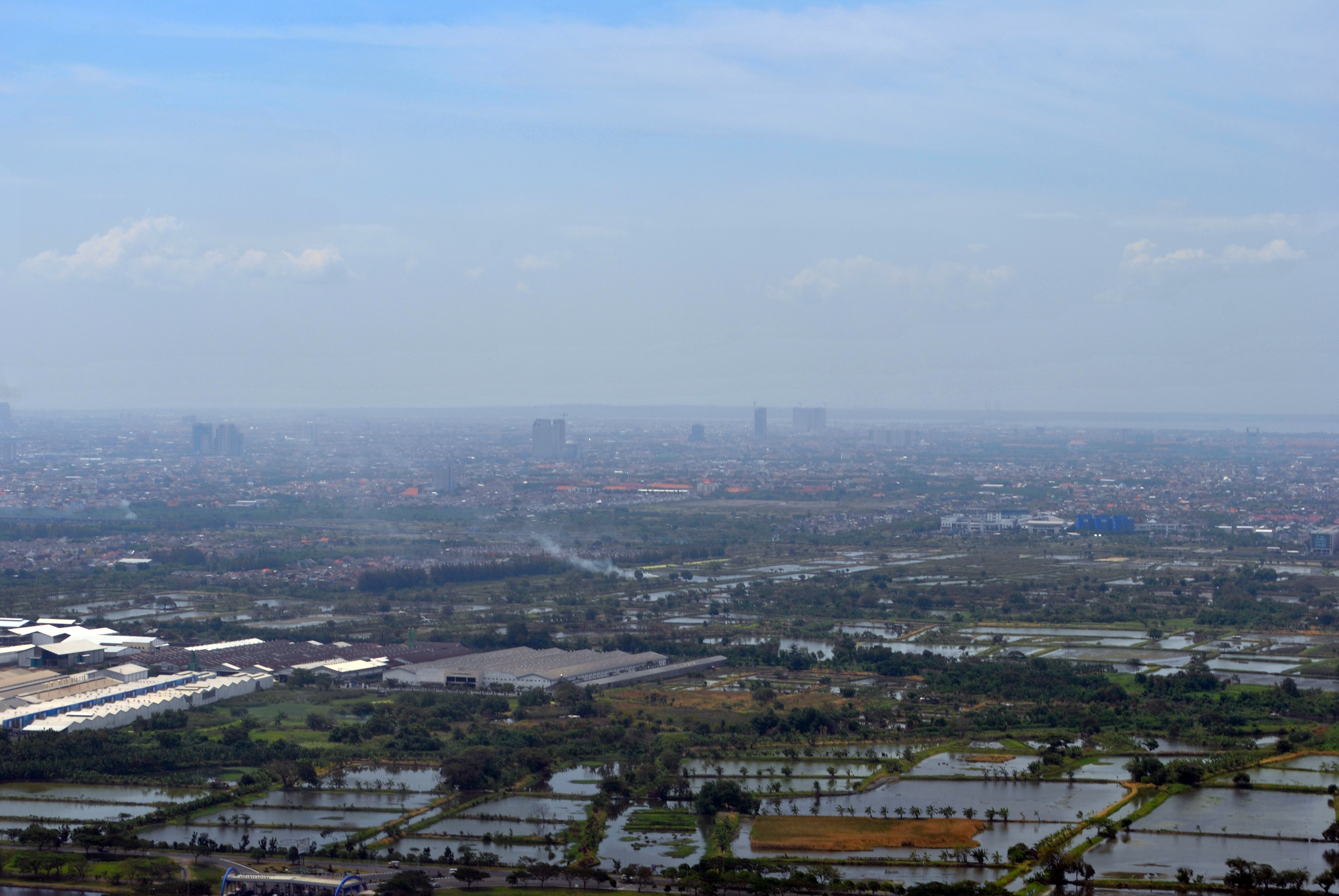
Zonas de las afueras de Surabaya

Surabaya se ubica en la costa norte de la provincia de Java Oriental. Es mayormente tierras bajas con un estuario fluvial de Kalimas, una de las dos ramas del río Brantas. La ciudad de Surabaya limita con el estrecho de Madura en el norte y el este, Regencia de Sidoarjo en el sur, y Regencia de Gresik en el oeste.
Las regencias que rodean a Surabaya son:
- Lamongan Regency al noroeste
- Gresik Regency hacia el oeste
- Regencia de Bangkalan al noreste (en la isla de Madura)
- Regencia Sidoarjo al sur, y Regencia Mojokerto
- Jombang Regency al suroeste

Al igual que muchas otras grandes metrópolis de Indonesia, muchos residentes residen fuera de los límites de la ciudad en una
área metropolitana llamada Gerbangkertosusila.

### Clima
Bajo el sistema Köppen climate, Surabaya presenta un clima húmedo y seco tropical ( Aw ), con distintas  húmeda y estación seca s. La estación húmeda de la metrópoli se extiende de octubre a mayo, mientras que la estación seca cubre los cinco meses restantes. A diferencia de varias metrópolis y regiones con un clima tropical húmedo y seco, las temperaturas medias altas y bajas son muy constantes a lo largo del año, con una temperatura promedio alta de alrededor de 31 grados Celsius y temperaturas bajas promedio de alrededor de 26 grados Celsius.
| Parámetros climáticos promedio de Surabaya | Parámetros climáticos promedio de Surabaya | Parámetros climáticos promedio de Surabaya | Parámetros climáticos promedio de Surabaya | Parámetros climáticos promedio de Surabaya | Parámetros climáticos promedio de Surabaya | Parámetros climáticos promedio de Surabaya | Parámetros climáticos promedio de Surabaya | Parámetros climáticos promedio de Surabaya | Parámetros climáticos promedio de Surabaya | Parámetros climáticos promedio de Surabaya | Parámetros climáticos promedio de Surabaya | Parámetros climáticos promedio de Surabaya | Parámetros climáticos promedio de Surabaya |
| Mes                                        | Ene.                                       | Feb.                                       | Mar.                                       | Abr.                                       | May.                                       | Jun.                                       | Jul.                                       | Ago.                                       | Sep.                                       | Oct.                                       | Nov.                                       | Dic.                                       | Anual                                      |
| ------------------------------------------ | ------------------------------------------ | ------------------------------------------ | ------------------------------------------ | ------------------------------------------ | ------------------------------------------ | ------------------------------------------ | ------------------------------------------ | ------------------------------------------ | ------------------------------------------ | ------------------------------------------ | ------------------------------------------ | ------------------------------------------ | ------------------------------------------ |
| Temp. máx. media (°C)                      | 31.8                                       | 31.5                                       | 31.6                                       | 31.4                                       | 31.6                                       | 31.2                                       | 31.3                                       | 30.1                                       | 32.7                                       | 33.4                                       | 33.1                                       | 31.9                                       | 31.8                                       |
| Temp. mín. media (°C)                      | 24.1                                       | 24.2                                       | 24.0                                       | 24.8                                       | 24.1                                       | 23.5                                       | 23.0                                       | 22.5                                       | 22.9                                       | 23.7                                       | 24.1                                       | 23.8                                       | 23.7                                       |
| Lluvias (mm)                               | 327                                        | 275                                        | 283                                        | 181                                        | 159                                        | 47                                         | 17                                         | 15                                         | 22                                         | 101                                        | 105                                        | 219                                        | 1751                                       |
| Días de lluvias (≥ 1 mm)                   | 17                                         | 18                                         | 19                                         | 15                                         | 13                                         | 7                                          | 5                                          | 3                                          | 4                                          | 11                                         | 12                                         | 23                                         | 147                                        |
| Fuente: World Meteorological Organization  |                                            |                                            |                                            |                                            |                                            |                                            |                                            |                                            |                                            |                                            |                                            |                                            |                                            |

| Mes                                  | Ene     | Feb     | Mar     | Abr     | May     | Jun     | Jul     | Ago     | Sep     | Oct     | Nov     | Dic     | Año     |
| Velocidad máxima del viento (km/h)   | 23      | 16      | 16      | 26      | 27      | 29      | 40      | 34      | 34      | 35      | 29      | 21      | 27.5    |
| Velocidad promedio del viento (km/h) | 13.39   | 12.10   | 13.30   | 14.37   | 20.26   | 16.87   | 22.71   | 22.16   | 22.8    | 22.35   | 18.6    | 13.55   | 17.71   |
| Velocidad mínima del viento (km/h)   | 8       | 10      | 10      | 10      | 3       | 5       | 11      | 11      | 14      | 10      | 11      | 10      | 9.42    |
| Humedad Máxima (%)                   | 86      | 75      | 83      | 92      | 96      | 77      | 67      | 69      | 64      | 73      | 65      | 79      | 77.17   |
| Humedad promedio (%)                 | 66.61   | 69.1    | 66.3    | 67.23   | 64.87   | 60.27   | 60.84   | 57.87   | 54.53   | 56.06   | 56.13   | 63.03   | 61.9    |
| Humedad mínima (%)                   | 44      | 60      | 59      | 58      | 53      | 47      | 52      | 47      | 46      | 42      | 46      | 53      | 50.58   |
| Source:                              | Source: | Source: | Source: | Source: | Source: | Source: | Source: | Source: | Source: | Source: | Source: | Source: | Source: |
| ------------------------------------ | ------- | ------- | ------- | ------- | ------- | ------- | ------- | ------- | ------- | ------- | ------- | ------- | ------- |

## Transportes

### Transporte por carretera
Surabaya está situada en la Gran Ruta Postal que el Gobernador General Herman Willem Daendels (1808-1811) por orden del rey holandés Luis Bonaparte. (1806 a 1810), que conecta Anyer en la costa occidental de Java con Banyuwangi en el extremo oriental de la isla, pasando por Bandung, Cirebon y Semarang.
La ciudad también está conectada con la isla de Madura por el Puente Suramadu.

### Ferrocarril
Surabaya cuenta con cuatro estaciones de la Compañía de Ferrocarriles de Indonesia:
- Gubeng, la más importante, que da servicio a la línea sur que pasa por Surakarta y Yogyakarta entre otras;
- Surabaya Kota, el final de la línea sur;
- Pasar Turi, que da servicio a la Línea Norte, incluyendo Semarang y Yakarta, y
- Wonokromo, que sirve a Java Oriental, incluyendo Banyuwangi y Malang.

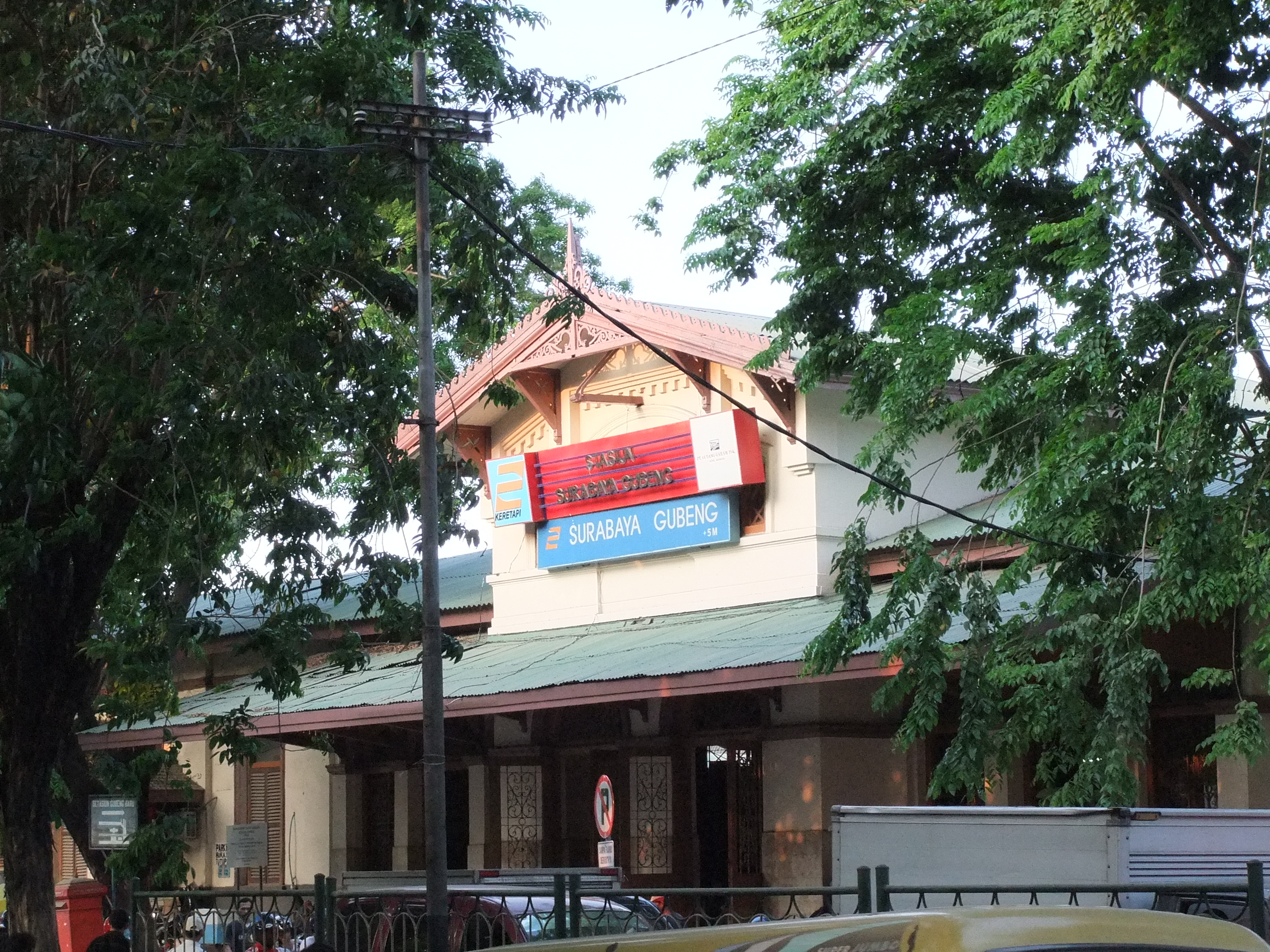
Estación de Surabaya Gubeng
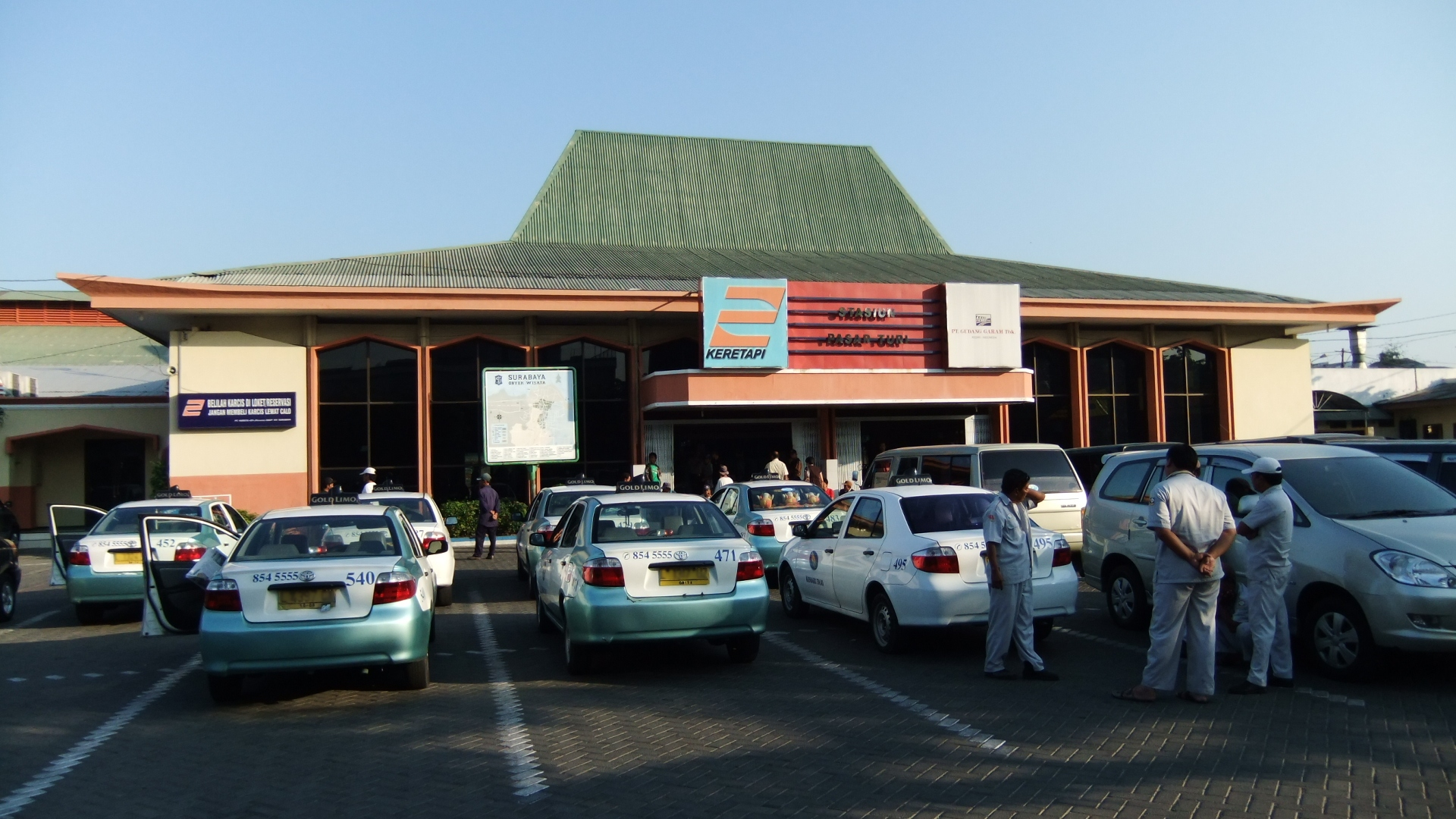
Estación Pasar Turi de Surabaya

### Transporte marítimo

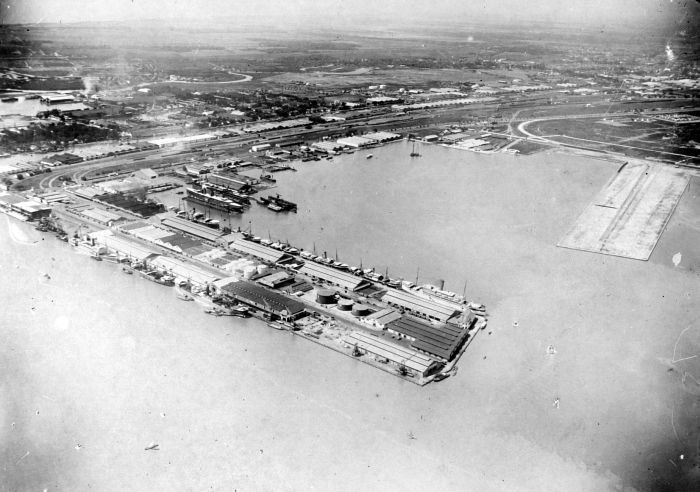
Puerto de Tanjung Perak en la época de las Indias Orientales Neerlandesas.

Posee un gran puerto.

### Transporte aéreo
El Aeropuerto Internacional Juanda de esta ciudad es el segundo de Indonesia en cuanto a tráfico. Está conectada con las siguientes ciudades importantes de Indonesia y con destinos internacionales:
- Brunéi
- Hong Kong
- Johor, Kuala Lumpur (Malasia)
- Singapur
- Taipéi (Taiwán).

La ruta Surabaya-Aeropuerto Internacional de Yakarta es la quinta ruta aérea más transitada del mundo, con 780 vuelos semanales.

## Ciudades hermanadas
Surabaya esta hermanada con:
- Kitakyushu, Japón (desde 1992)
- Seattle, Estados Unidos (desde 1992)[8]
- Nueva Orleans, Estados Unidos.
- Portland, Estados Unidos
- Johor Bahru, Malasia
- Kuala Belait, Brunéi Darussalam
- La Haya, Países Bajos.
- Busan, Corea del Sur (desde 1994)
- Esmirna, Turquía (desde 1996)
- Australia Occidental, Australia
- Varna, Bulgaria
- Iskandariyah, Egipto
- Kaohsiung, Taiwán
- Mashhad, Irán
- Kōchi, Japón (desde 1997)[9]
- Monterrey, México (desde 2001)
- Guangzhou, China (desde 2005)[10]
- Xiamen, China (desde 2008)
- Wuhan, China